# Heinrich Pfeiffer
Pour les articles homonymes, voir Heinrich Pfeifer et Pfeiffer.
Heinrich Pfeiffer, né le 22 février 1939 à Tübingen et mort le 26 novembre 2021 à Berlin-Kladow, est un prêtre jésuite et historien de l'art allemand. Enseignant à l'université pontificale grégorienne, puis à la faculté de théologie de Palerme, il est notamment connu en tant que spécialiste du suaire de Turin et du voile de Manoppello, dont il fut l'inventeur en 1999.

## Publications

### Publications en français
- Le Christ aux mille visages : les représentations du Christ dans l'art, Bruyères-le-Châtel, Nouvelle Cité, coll. « Beaux Livres », 1986 (rééd. 1995), 104 p.  (ISBN 978-2-85313-130-8).
- La Chapelle Sixtine révélée : l'iconographie complète, Paris, Hazan, 2007, 352 p.  (ISBN 978-2-75410-211-7).

### Publications étrangères
- (de) Zur Ikonographie von Raffaels Disputa. Egidio da Viterbo und die christlich-platonische Konzeption der Stanza della Segnatura (= Miscellanea historiae pontificiae 37). Rom 1975 (zugl. Basel, Diss. phil. 1973).
- (de) Gottes Wort im Bild. Das Christusbild in der Kunst München/Zürich/Wien 1986.
- (de) Avec Hans Lubsczyk (de), Ein Segen sollst du sein: die Abrahamsgeschichte im Spiegel byzantinischer Miniaturen aus dem 12. Jahrhundert, Leipzig, St. Benno Verlag, 1987  (ISBN 978-3746200071).
- (de) Avec Werner Bulst (de), Das Turiner Grabtuch und das Christusbild. Bd. 1: Das Grabtuch, Forschungsberichte und Untersuchungen. Frankfurt/Main 1987.
- (de) Avec Werner Bulst, Das Turiner Grabtuch und das Christusbild. Bd. 2: Das Grabtuch, der Schleier von Manoppello und ihre Wirkungsgeschichte in der Kunst. Frankfurt/Main 1991.
- (de) Die Kunst des reinen Herzens: die Botschaft der Ikone, 1992.
- (de) Die römische Veronika. In: Grenzgebiete der Wissenschaft (Resch, Innsbruck) 49/3 (2000), S. 225–240.
- (it) Il volto santo di Manoppello. Pescara 2000 (collab. Blandina Paschalis Schlömer (de) et Adriano Ghisetti Giavarina).
- (it) Scelus: le sculture del portale della cattedrale di Altamura, Torre di nebbia, 2006, 104 p.
- (de) Die Sixtinische Kapelle neu entdeckt. Belser, Stuttgart 2007  (ISBN 978-3-76302-488-9)